# 米格尔·安赫尔·安古洛
米格尔·安赫尔·安古洛·巴尔德雷（西班牙語：Miguel Ángel Angulo Valderrey，1977年6月23日—），通常稱為安古洛（Angulo），西班牙足球運動員，能勝任前鋒、進攻中場、右翼鋒及右翼衛等多個位置。

## 外部連結
- Stats at Liga de Fútbol Profesional （页面存档备份，存于） （西班牙文）